# NASCAR Grand National Series 1965
De NASCAR Grand National Series 1965 was het 17e seizoen van het belangrijkste NASCAR kampioenschap dat in de Verenigde Staten gehouden wordt. Het seizoen startte op 17 januari met de Motor Trend 500 en eindigde op 7 november met de Tidewater 300. Ned Jarrett won het kampioenschap.

## Races
Top drie resultaten.
| '  | Datum  | Race                       | Circuit                         | Winnaar         | Tweede          | Derde           |
| 1  | 17-jan | Motor Trend 500            | Riverside International Raceway | Dan Gurney      | Junior Johnson  | Marvin Panch    |
| 2  | 12-feb | Daytona 500 Qualifier #1   | Daytona International Speedway  | Darel Dieringer | Ned Jarrett     | Bobby Johns     |
| 3  | 12-feb | Daytona 500 Qualifier #2   | Daytona International Speedway  | Junior Johnson  | Fred Lorenzen   | Marvin Panch    |
| 4  | 14-feb | Daytona 500                | Daytona International Speedway  | Fred Lorenzen   | Darel Dieringer | Bobby Johns     |
| 5  | 27-feb | Race 5                     | Piedmont Interstate Fairgrounds | Ned Jarrett     | G.C. Spencer    | Bob Derrington  |
| 6  | 28-feb | Fireball 200               | Asheville-Weaverville Speedway  | Ned Jarrett     | Dick Hutcherson | Cale Yarborough |
| 7  | 7-mrt  | Richmond 250               | Richmond International Raceway  | Junior Johnson  | Buck Baker      | J.T. Putney     |
| 8  | 14-mrt | Race 8                     | Occoneechee Speedway            | Ned Jarrett     | Junior Johnson  | Bud Moore       |
| 9  | 11-apr | Atlanta 500                | Atlanta Motor Speedway          | Marvin Panch    | Bobby Johns     | Ned Jarrett     |
| 10 | 17-apr | Greenville 200             | Greenville-Pickens Speedway     | Dick Hutcherson | Ned Jarrett     | Buddy Baker     |
| 11 | 18-apr | Gwyn Staley 400            | North Wilkesboro Speedway       | Junior Johnson  | Bobby Johns     | Ned Jarrett     |
| 12 | 25-apr | Virginia 500               | Martinsville Speedway           | Fred Lorenzen   | Marvin Panch    | Dick Hutcherson |
| 13 | 28-apr | Columbia 200               | Columbia Speedway               | Tiny Lund       | Ned Jarrett     | Neil Castles    |
| 14 | 2-mei  | Southeastern 400           | Bristol Motor Speedway          | Junior Johnson  | Dick Hutcherson | Ned Jarrett     |
| 15 | 8-mei  | Rebel 300                  | Darlington Raceway              | Junior Johnson  | Darel Dieringer | Ned Jarrett     |
| 16 | 14-mei | Tidewater 250              | Langley Field Speedway          | Ned Jarrett     | Dick Hutcherson | Elmo Langley    |
| 17 | 15-mei | Race 17                    | Bowman Gray Stadium             | Junior Johnson  | Ned Jarrett     | Dick Hutcherson |
| 18 | 16-mei | Hickory 250                | Hickory Motor Speedway          | Junior Johnson  | Ned Jarrett     | G.C. Spencer    |
| 19 | 23-mei | World 600                  | Charlotte Motor Speedway        | Fred Lorenzen   | Earl Balmer     | Dick Hutcherson |
| 20 | 27-mei | Race 20                    | Cleveland County Fairgrounds1   | Ned Jarrett     | Bud Moore       | Dick Hutcherson |
| 21 | 29-mei | Race 21                    | New Asheville Speedway          | Junior Johnson  | Ned Jarrett     | Dick Dixon      |
| 22 | 30-mei | Race 22                    | Harris Speedway2                | Ned Jarrett     | G.C. Spencer    | Dick Dixon      |
| 23 | 3-jun  | Music City 200             | Music City Motorplex            | Dick Hutcherson | Ned Jarrett     | J.T. Putney     |
| 24 | 6-jun  | Birmingham 200             | Fairgrounds Raceway3            | Ned Jarrett     | Dick Hutcherson | G.C. Spencer    |
| 25 | 13-jun | Dixie 400                  | Atlanta Motor Speedway          | Marvin Panch    | Darel Dieringer | Ned Jarrett     |
| 26 | 19-jun | Pickens 200                | Greenville-Pickens Speedway     | Dick Hutcherson | Stick Elliott   | J.T. Putney     |
| 27 | 24-jun | Race 27                    | Rambi Raceway4                  | Dick Hutcherson | Ned Jarrett     | Tiny Lund       |
| 28 | 27-jun | Race 28                    | Valdosta Speedway5              | Cale Yarborough | J.T. Putney     | G.C. Spencer    |
| 29 | 4-jul  | Firecracker 400            | Daytona International Speedway  | A.J. Foyt       | Buddy Baker     | G.C. Spencer    |
| 30 | 8-jul  | Race 30                    | Old Dominion Speedway6          | Junior Johnson  | Dick Hutcherson | Ned Jarrett     |
| 31 | 9-jul  | Old Bridge 200             | Old Bridge Stadium7             | Junior Johnson  | Dick Hutcherson | Marvin Panch    |
| 32 | 14-jul | Race 32                    | Islip Speedway                  | Marvin Panch    | Dick Hutcherson | Ned Jarrett     |
| 33 | 18-jul | The Glen 151.8             | Watkins Glen International      | Marvin Panch    | Ned Jarrett     | Buddy Baker     |
| 34 | 25-jul | Volunteer 500              | Bristol Motor Speedway          | Ned Jarrett     | Dick Hutcherson | Sam McQuagg     |
| 35 | 31-jul | Nashville 400              | Music City Motorplex            | Richard Petty   | Ned Jarrett     | Buddy Arrington |
| 36 | 5-aug  | Race 36                    | Cleveland County Fairgrounds1   | Ned Jarrett     | Richard Petty   | Dick Hutcherson |
| 37 | 8-aug  | Western North Carolina 500 | Asheville-Weaverville Speedway  | Richard Petty   | Ned Jarrett     | Dick Hutcherson |
| 38 | 13-aug | Race 38                    | Smoky Mountain Raceway          | Dick Hutcherson | Buddy Baker     | Richard Petty   |
| 39 | 14-aug | Race 39                    | Piedmont Interstate Fairgrounds | Ned Jarrett     | Cale Yarborough | Elmo Langley    |
| 40 | 15-aug | Race 40                    | Augusta Speedway8               | Dick Hutcherson | David Pearson   | Ned Jarrett     |
| 41 | 19-aug | Sandlapper 200             | Columbia Speedway               | David Pearson   | Richard Petty   | Dick Hutcherson |
| 42 | 24-aug | Moyock 300                 | Dog Track Speedway9             | Dick Hutcherson | Ned Jarrett     | Richard Petty   |
| 43 | 25-aug | Race 43                    | Beltsville Speedway             | Ned Jarrett     | Tiny Lund       | Darel Dieringer |
| 44 | 28-aug | Myers Brothers 250         | Bowman Gray Stadium             | Junior Johnson  | Richard Petty   | Dick Hutcherson |
| 45 | 6-sep  | Southern 500               | Darlington Raceway              | Ned Jarrett     | Buck Baker      | Darel Dieringer |
| 46 | 10-sep | Buddy Shuman 250           | Hickory Motor Speedway          | Richard Petty   | David Pearson   | Ned Jarrett     |
| 47 | 14-sep | Pennsylvania 200           | Lincoln Speedway10              | Dick Hutcherson | G.C. Spencer    | David Pearson   |
| 48 | 17-sep | Race 48                    | Old Dominion Speedway6          | Richard Petty   | Ned Jarrett     | Buddy Baker     |
| 49 | 18-sep | Capital City 300           | Richmond International Raceway  | David Pearson   | Darel Dieringer | Junior Johnson  |
| 50 | 26-sep | Old Dominion 500           | Martinsville Speedway           | Junior Johnson  | Richard Petty   | David Pearson   |
| 51 | 3-okt  | Wilkes 400                 | North Wilkesboro Speedway       | Junior Johnson  | Cale Yarborough | Ned Jarrett     |
| 52 | 17-okt | National 400               | Charlotte Motor Speedway        | Fred Lorenzen   | Dick Hutcherson | Curtis Turner   |
| 53 | 24-okt | Race 53                    | Occoneechee Speedway            | Dick Hutcherson | Tom Pistone     | Jim Paschal     |
| 54 | 31-okt | American 500               | North Carolina Speedway         | Curtis Turner   | Cale Yarborough | Marvin Panch    |
| 55 | 7-nov  | Tidewater 300              | Dog Track Speedway9             | Ned Jarrett     | Bobby Isaac     | Buddy Baker     |

- 1 Er werden tussen 1965 en 1965 zes races gehouden in Shelby op de Cleveland County Fairgrounds.
- 2 Er werd in 1964 en 1965 een race gehouden in Harris op de Harris Speedway.
- 3 Er werden tussen 1958 en 1968 acht races gehouden in Birmingham, Alabama op de Fairgrounds Raceway.
- 4 Er werden tussen 1958 en 1965 negen races gehouden in Myrtle Beach op de Rambi Raceway.
- 5 Er werden tussen 1962 en 1965 drie races gehouden in Valdosta op de Valdosta Speedway.
- 6 Er werden tussen 1958 en 1966 zeven races gehouden in Manassas op de Old Dominion Speedway.
- 7 Er werden tussen 1956 en 1965 zes races gehouden in Old Bridge op de Old Bridge Stadium.
- 8 Er werden tussen 1962 en 1969 twaalf races gehouden in Augusta op de Augusta Speedway.
- 9 Er werden tussen 1962 en 1966 zeven races gehouden in Currituck County op de Dog Track Speedway.
- 10 Er werden tussen 1955 en 1965 zeven races gehouden in New Oxford op de Lincoln Speedway.

## Eindstand - Top 10
| 1  | Ned Jarrett     | 38824 |
| 2  | Dick Hutcherson | 35790 |
| 3  | Darel Dieringer | 24696 |
| 4  | G.C. Spencer    | 24314 |
| 5  | Marvin Panch    | 22798 |
| 6  | Bob Derrington  | 21394 |
| 7  | J.T. Putney     | 20928 |
| 8  | Neil Castles    | 20848 |
| 9  | Buddy Baker     | 20672 |
| 10 | Cale Yarborough | 20192 |